# اچ‌ام‌اس پیت (۱۸۰۵)
اچ‌ام‌اس پیت (۱۸۰۵) (به انگلیسی: HMS Pitt (1805)) یک کشتی بود. این کشتی در سال ۱۸۰۵ ساخته شد.